# Iacobeni (Sibiu)
Iacobeni (en hongrois : Jakabfalva, en allemand : Jakobsdorf) est une commune du județ de Sibiu en Roumanie.